# أوسكار سواريز
أوسكار سواريز (بالإسبانية: Óscar Suárez)‏ (10 أبريل 1995 - ) هو لاعب كرة قدم مكسيكي في مركز الهجوم. لعب مع كلوب ليون.

## وصلات خارجية
- أوسكار سواريز على موقع قاعدة بيانات كرة القدم.إي يو (الإنجليزية)
- أوسكار سواريز على موقع Soccerway.com (الإنجليزية)
- أوسكار سواريز على موقع AS.com (الإسبانية)